# Vista Santa Rosa
Vista Santa Rosa – jednostka osadnicza w Stanach Zjednoczonych, w stanie Kalifornia, w hrabstwie Riverside.